# Pia Cramling
Pia Cramling (vollständiger Name Pia Ann Rosa-Della Cramling; * 23. April 1963 in Stockholm) ist eine schwedische Schachspielerin.

## Leben
Pia Cramling begann als Zehnjährige im Huddinger Schachverein SK Passanten mit dem Schachspielen und nahm mit zwölf Jahren erstmals an Turnieren teil.

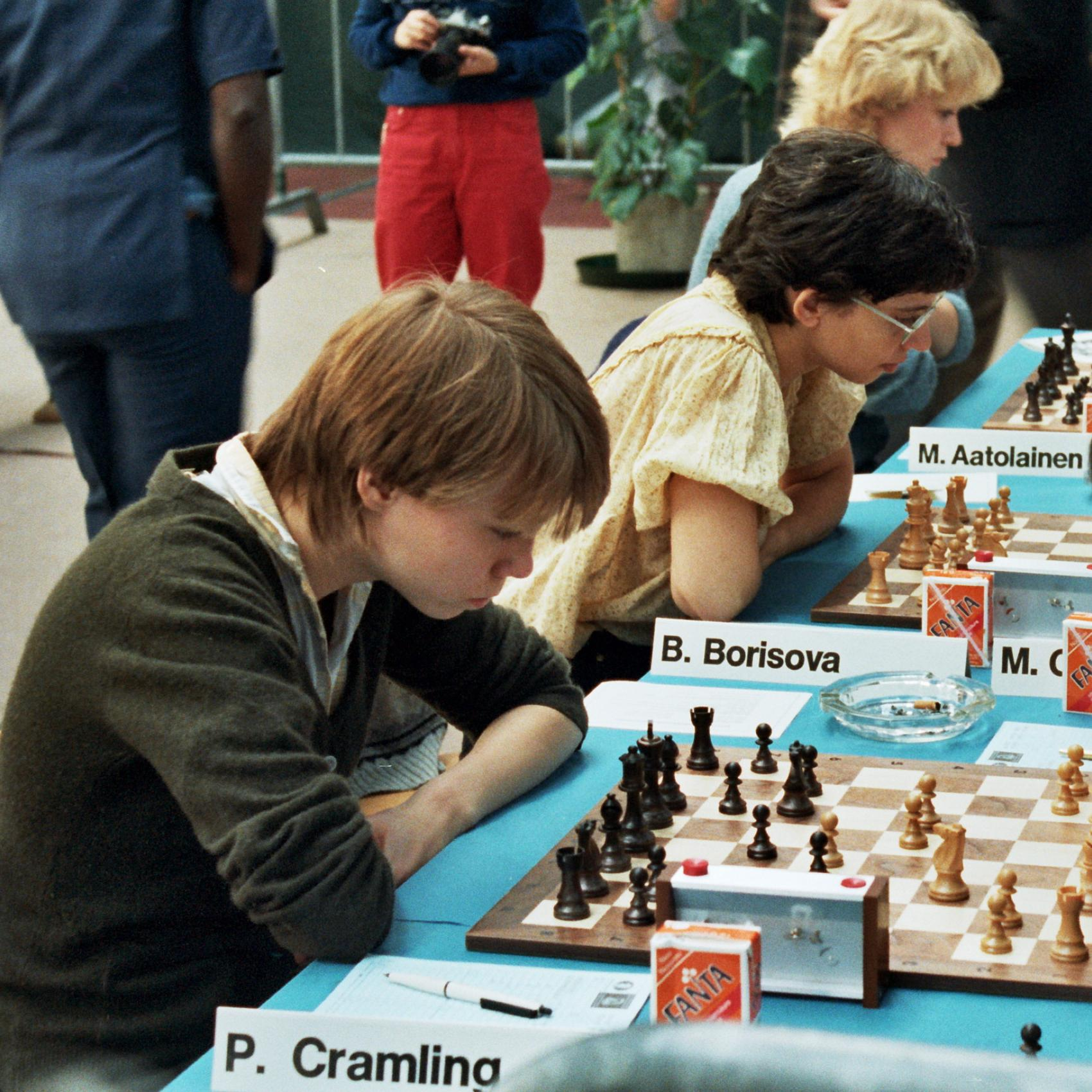
Pia Cramling, Borislava Borisova und Margaretha Aatolainen bei der Schacholympiade 1982 in Luzern

Im Alter von 15 Jahren nahm sie 1978 in Buenos Aires erstmals mit der schwedischen Auswahl an der Schacholympiade der Frauen teil.
Als Mädchen spielte sie bei der ersten Jugendeuropameisterschaft, dem zweiten Europacup für Mädchen in Kikinda 1978.

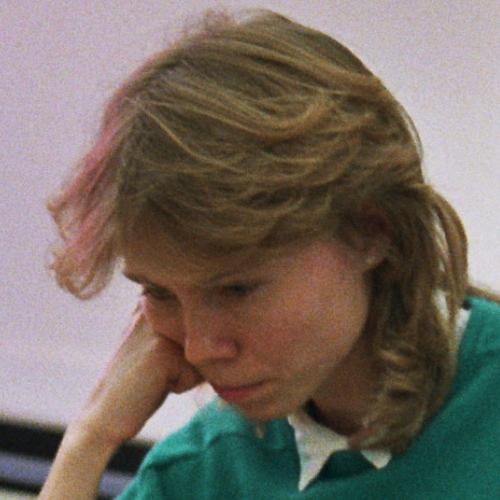
Pia Cramling gewann bei der Schacholympiade 1988 die Goldmedaille am ersten Brett

1983 wurde ihr der Titel eines Internationalen Meisters verliehen, 1992 der Großmeister-Titel.
2003 in Istanbul und 2010 in Rijeka gewann Cramling die Europameisterschaft der Frauen.
Im Juli 2007 gewann sie das Finale des MonRoi International Women’s Grand-Prix in Montreal. Bei der Weltmeisterschaft der Frauen 2008 in Naltschik schied sie im Halbfinale gegen Alexandra Kosteniuk aus.
Im Februar 2012 gewann sie in Tiflis das Schnellschachturnier ACP Women Cup Rapid gemeinsam mit Nana Dsagnidse. Bei der Frauen-WM 2015 in Sotschi gelangte sie bis ins Halbfinale.
Seit 1981 führt Cramling die schwedische Rangliste der Frauen an, im Januar 2015 belegte sie den achten Platz in der Gesamtliste Schwedens und den Platz 13 der Frauenweltrangliste der FIDE. Im Januar 1984 stand Pia Cramling allein an der Spitze der Frauenweltrangliste, im Juli 1984 zusammen mit Zsuzsa Polgár.

## Mannschaftsschach

### Nationalmannschaft
Pia Cramling nahm seit 1978 an zwölf Schacholympiaden teil. Sie spielte 1978, 1982, 1984, 1988, 2004, 2008, 2014 2016 und 2024 in der schwedischen Frauenmannschaft und 1990, 1992, 1996 und 2000 in der offenen Klasse. Cramling erreichte 1978 (am Reservebrett), 1982 und 1984 (jeweils am ersten Brett) jeweils das zweitbeste, 2014 (am Spitzenbrett) das drittbeste Einzelergebnis an ihrem Brett; 1984 und 1988 erzielte sie die beste Elo-Leistung aller Teilnehmerinnen.
Cramling hat seit 1989 viermal an Mannschaftseuropameisterschaften teilgenommen. Sie spielte 1989, 1992 und 1997 in der offenen Klasse, wobei sie 1989 am fünften Brett das zweitbeste Einzelergebnis erreichte, 2005 in der schwedischen Frauenauswahl.

### Vereine
In Schweden spielte Pia Cramling bis 2004 beim SK Passanten, der jahrelang in der höchsten Spielklasse (bis 1987 Division I, danach Elitserien) vertreten war. In der Saison 2005/06 spielte sie bei der Linköpings Allmäna Schacksällskap, von 2007 bis 2016 gehörte sie dem Team Viking (bis 2009 Sollentuna SK) an, mit dem sie 2010, 2012 und 2015 die schwedische Mannschaftsmeisterschaft gewann. Seit der Saison 2016/17 spielt Cramling für den Stockholmer Verein Wasa SK.
In der deutschen Schachbundesliga spielte Cramling als erste Frau in dieser Spielklasse in der Saison 1986/87 bei Lasker Steglitz, in der Saison 2002/03 und von 2008 bis 2011 spielte sie erneut in der Bundesliga, und zwar beim SK Turm Emsdetten, mit dem sie von 2000 bis 2004 auch in der Frauenbundesliga spielte und diese 2001 gewann.

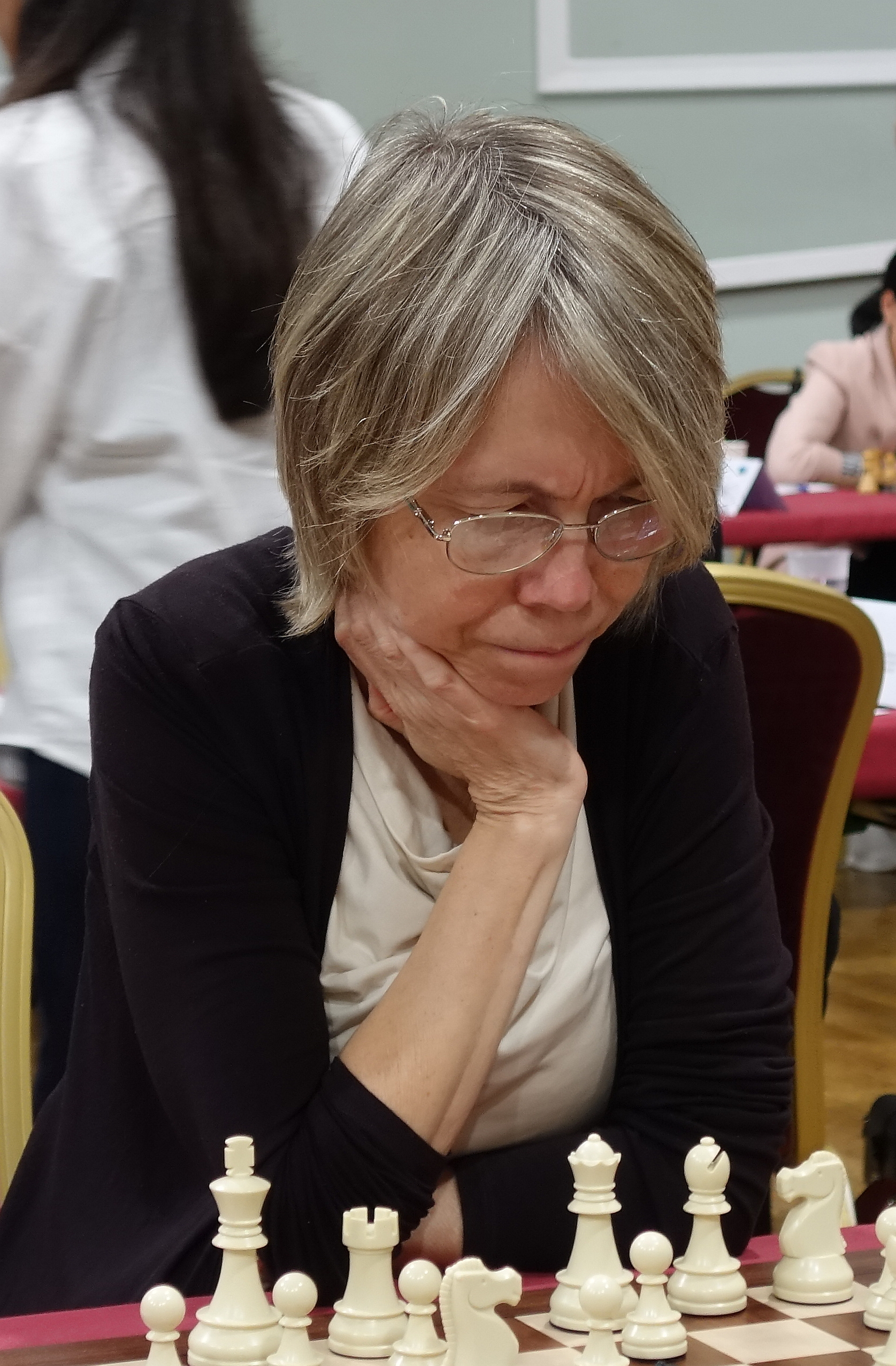
Pia Cramling (2023)

In der spanischen Mannschaftsmeisterschaft spielte Pia Cramling 1988 bei CA Caja Alicante, von 1990 bis 1997 für die Mannschaft von CE Vulcà Barcelona, mit der sie 1995 die Meisterschaft gewann, 2000 für CE Villa de Teror, 2006 für CA Cofimán Mancha Real und 2020 für den Meister Silla-Bosch Serinsys.
In der britischen Four Nations Chess League (4NCL) spielt Cramling seit 2004 bei Wood Green Hilsmark Kingfisher (bis 2008 Wood Green) und gewann mit diesem 2005, 2006, 2009, 2010 und 2012 die 4NCL.
In Frankreich spielte Cramling von 2002 bis 2006 für Évry Grand Roque, mit dem sie 2006 die Mannschaftsmeisterschaft der Frauen gewann, und ab 2016 für CE Monte Carlo (auch abgekürzt als C. E. M. C. Monaco), mit dem sie 2019 die Mannschaftsmeisterschaft der Frauen gewann, in China gehörte sie 2008 der Mannschaft des Meisters Shanghai Jianqiao University an.
Am European Club Cup der Frauen nahm Cramling seit 2005 zweimal mit dem ŠK Internet-CG Podgorica und neunmal mit CE Monte Carlo teil, sie gewann den Wettbewerb 2007, 2008, 2010, 2012, 2013 und 2016.

## Familie
Pia Cramling ist mit dem spanischen Großmeister Juan Manuel Bellón López verheiratet und Mutter von Anna Cramling (* 2002), die den Titel einer FIDE-Meisterin der Frauen (WFM) trägt und mit über einer Million Abonnenten eine der erfolgreichsten Schach-Influencerinnen auf YouTube ist (Stand Mai 2024). Bei den Schacholympiaden 2016, 2022 und 2024 spielten Mutter und Tochter gemeinsam für die schwedische Mannschaft.
Ihr Bruder Dan (* 1959) ist Internationaler Meister und gewann 1981 die schwedische Einzelmeisterschaft.